# IJsselhuis Gouda

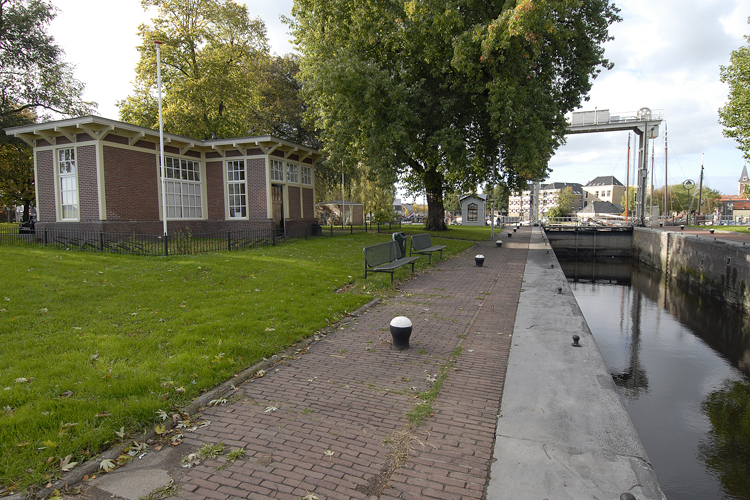
Situering naast de Mallegatsluis

Het IJsselhuis in Gouda is een voormalig schipperswachtlokaal annex koffiehuis gebouwd in 1912.

## Geschiedenis
Het gebouw werd geplaatst om de schippers die op hun schutbeurt moesten wachten bij de Mallegatsluis te gerieven en ze de mogelijkheid te geven om onder gebruik van een versnapering de wachttijd door te komen. Doordat de wachttijden van de doorvaart door de Goudse sluizen lang was door de nauwe sluizen en lage bruggen en de mogelijkheid om enkel bij laag water te schutten was een opvangruimte ter voorkoming van ongeregeldheden en voordringen bij wachten nodig. Het gebouw diende als koffiehuis, wachtruimte en bevatte tevens een administratief lokaal waar de schippers zich op de wachtlijst lieten zetten en ze ook de gelegenheid hadden om een nieuwe vracht te verwerven. Ook was er een betaalkantoor voor losarbeiders en kolensjouwers. Hoewel het gebouw een aantal problemen oploste was er nog steeds in en buiten het gebouw veel onrust. De vaak alcohol gerelateerde problemen leidden ertoe dat het beheer van het gebouw in 1923 overgenomen werd door de lokale afdeling van de Nederlandsche Vereeniging tot Afschaffing van Alcoholische Dranken, het  Goudse Drankweer Comité. Op het gebouw werd het vignet van de vereniging aangebracht: een cirkel met de letters N en V met daarboven KIOSK en daaronder AFD GOUDA.

## Nadagen en verval
Nadat in 1936 de grotere Julianasluis gereed kwam werd de Mallegatsluis alleen nog gebruikt door lokale vaart ter bevoorrading van de Goudse ondernemers. Hierdoor was er geen sprake meer van wachttijden en nam het aantal bezoekers sterk af. Tot halverwege de jaren zeventig van de twintigste eeuw is het als koffiehuis blijven bestaan waarna er een winkel in kwam en later het een tijdlang in gebruik was als kunstenaarsatelier. Hierna raakte het gebouw in verval.

## Restauratie
In 1992 werd stichting Binnenhavenmuseum Turfsingel, die de ligplaatsen voor historische binnenschepen in de Turfsingel ging beheren, voor de symbolische som van één gulden eigenaar van het gebouw. Hierbij hoorde een restauratieverplichting. De restauratie kon met hulp van sponsoren uit het bedrijfsleven, particulieren en een gemeentelijke subsidie vrij snel verlopen. In hetzelfde jaar werd het IJsselhuis heropend als koffielokaal en ontvangst- en vergaderruimte voor het stichtingsbestuur maar ook als vergaderruimte voor de schippersfamilies van de museumhaven. Bij de restauratie is het gebouw behouden gebleven met behoud van functie. Vanaf 2009 wordt het gebouwtje gebruikt als museumhavencafé. Het doet dienst als dagcafé, vergader- en expositieruimte.
Het gebouw is een bakstenen constructie met vakwerk en is opgetrokken op een plattegrond van een symmetrisch Grieks kruis. Het gebouw bestaat uit een bouwlaag met een plat dak en de fundering is een gemetselde kelderruimte.